# Liste des monuments historiques de Tremelo
Cette page regroupe l'ensemble des monuments classés de la ville belge de Tremelo.
| Objet                                                      | Statut du classement? | Année de construction/architecte | Section communale | Adresse             | Coordonnées                      | Numéro d'inventaire | Illustration |
| ---------------------------------------------------------- | --------------------- | -------------------------------- | ----------------- | ------------------- | -------------------------------- | ------------------- | ------------ |
| (nl) Parochiekerk Onze-Lieve-Vrouw-van-Bijstand            |                       |                                  | Tremelo           | Schrieksebaan       | 50° 59′ 30″ nord, 4° 42′ 19″ est | 43116               | Téléverser   |
| (nl) Onze-Lieve-Vrouwekapel                                |                       |                                  | Tremelo           | Hilstraat 2         | 50° 59′ 28″ nord, 4° 42′ 13″ est | 43117               | Téléverser   |
| (nl) Pastorie XVIII d, dubbelhuis                          |                       |                                  | Tremelo           | Veldonkstraat 1     | 50° 59′ 28″ nord, 4° 42′ 15″ est | 43119               | Téléverser   |
| (nl) Parochiekerk Sint-Anna                                | OB000889              |                                  | Baal              | Moorsemsestraat 2   | 50° 59′ 44″ nord, 4° 45′ 13″ est | 43121               | Téléverser   |
| (nl) Gebouw, afspanning, 1714 A 71, inrijpoort ANNO / 1772 |                       |                                  | Baal              | Moorsemsestraat 1   | 50° 59′ 45″ nord, 4° 45′ 11″ est | 43122               | Téléverser   |
| (nl) Gebouw, afspanning, 1714 A 71, inrijpoort ANNO / 1772 |                       |                                  | Baal              | Moorsemsestraat 3   | 50° 59′ 45″ nord, 4° 45′ 11″ est | 43122               | Téléverser   |
| (nl) Pastorie dubbelhuis XVIII b                           |                       |                                  | Baal              | Pastoriestraat 46   | 50° 59′ 54″ nord, 4° 45′ 07″ est | 43123               | Téléverser   |
| (nl) Geboortehuis van Pater Damiaan                        | OB000888              |                                  | Tremelo           | Pater Damiaanstraat |                                  | 200202              | Téléverser   |